# Liste der denkmalgeschützten Objekte in Laakirchen
Die Liste der denkmalgeschützten Objekte in Laakirchen enthält die 8 denkmalgeschützten, unbeweglichen Objekte der Gemeinde Laakirchen im oberösterreichischen Bezirk Gmunden.

## Denkmäler
| Foto |                 | Denkmal | Standort                                    | Beschreibung | Metadaten |
| ---- | --------------- | --- | ------------------------------------------- | --- | --- |
| ja   | Datei hochladen | Kath. Pfarrkirche hl. Valentin mit Friedhofsfläche, ehem. Friedhofsportal HERIS-ID: 52226 Objekt-ID: 58777 | bei Pfarrhofgasse 1 Standort KG: Laakirchen | Gebaut vermutlich um 1450 wurde die gotische Kirche 1860 vollständig saniert. Erst die Renovierung von 1930–1932 gab dem Inneren der Kirche sein heutiges Aussehen. Das Gewölbe wird von 16 Strebepfeilern an der Außenwand gestützt. | BDA-Hist.: Q21857901 Status: § 2a Stand der BDA-Liste: 2025-06-30 Name: Kath. Pfarrkirche hl. Valentin mit Friedhofsfläche, ehem. Friedhofsportal GstNr.: .1, 200/1 Kath. Pfarrkirche hl. Valentin, Laakirchen |
| ja   | Datei hochladen | Pestsäule HERIS-ID: 91400 Objekt-ID: 106168                                                                | bei Pfarrhofgasse 1 Standort KG: Laakirchen | Die Pestsäule, an der die Jahreszahl 1667 ersichtlich ist, befindet sich beim nordseitigen Kircheneingang der Pfarrkirche Laakirchen. | BDA-Hist.: Q37754986 Status: § 2a Stand der BDA-Liste: 2025-06-30 Name: Pestsäule GstNr.: 200/1 |
| ja   | Datei hochladen | Schlossanlage Lindach HERIS-ID: 46812 Objekt-ID: 49028                                                     | Lindach 4 Standort KG: Lindach              | Urkundlich erstmals 1130 erwähnt wechselte das Schloss im Laufe der Jahrhunderte mehrmals den Besitzer. Die gesamte Anlage besteht aus einem langgestreckten Haupthaus, einem Wirtschaftsgebäude und der Kirche der hl. Margareta. Heute wird es auch als Veranstaltungsort für Festlichkeiten verwendet. | BDA-Hist.: Q14912588 Status: Bescheid Stand der BDA-Liste: 2025-06-30 Name: Schlossanlage Lindach GstNr.: .50, .53, .37, .27/1 Schloss Lindach (Laakirchen)                                                    |
| ja   | Datei hochladen | Kath. Pfarrkirche hl. Margarethe HERIS-ID: 52242 Objekt-ID: 58834                                          | gegenüber Lindach 5a Standort KG: Lindach   | Nach einem Brand 1696 wurde das einschiffige Langhaus der barocken Kirche wieder aufgebaut und erhielt ihre derzeitige Form. Das vordere Gewölbe schließt mit einem Rundbogen die Verbindung zum Altarhaus. | BDA-Hist.: Q21857902 Status: § 2a Stand der BDA-Liste: 2025-06-30 Name: Kath. Pfarrkirche hl. Margarethe GstNr.: .38 Pfarrkirche Lindach (Laakirchen)                                                          |
| ja   | Datei hochladen | Landhaus Traunegg HERIS-ID: 74382 Objekt-ID: 87784                                                         | Oberweis 18 Standort KG: Oberweis           | Die Villa wurde um 1860 vermutlich nach einem Entwurf von Theophil von Hansen für die Familie Neumann-Spallart erbaut. Der Bau ist ein Vertreter des „Kubischen Stils“ der durch blockartige, klassisch strenge Bauformen gekennzeichnet ist. Auf dem Grundstück befindet sich noch ein Gebäude mit Satteldach in dem sich Personalwohnungen und eine Wagenremise befanden. Zusammen mit dem Park bildet die Villa ein historistisches Gesamtkunstwerk. Anmerkung: Früher Villa Thonet. – Siehe: Oberweiser Konferenz. | BDA-Hist.: Q38134533 Status: Bescheid Stand der BDA-Liste: 2025-06-30 Name: Landhaus Traunegg GstNr.: .67 |
| ja   | Datei hochladen | Schloss Oberweis HERIS-ID: 38345 Objekt-ID: 37886                                                          | Schloß Oberweis 1 Standort KG: Oberweis     | Ein dreigeschoßiger Bau mitten in einer Parkanlage. Verziert mit einem durchlaufenden Sims, Quadermauerputz im Erdgeschoß und einem Balkon auf zwei Steinsäulen. Sein heutiges Aussehen hat das Schloss nach einem Umbau im Jahre 1834 erhalten. | BDA-Hist.: Q15127765 Status: Bescheid Stand der BDA-Liste: 2025-06-30 Name: Schloss Oberweis GstNr.: 379 Schloss Oberweis                                                                                      |
| ja   | Datei hochladen | Gasthaus, ehem. Arbeiterheim HERIS-ID: 91312 Objekt-ID: 106065seit 2015                                    | Arbeiterheimstraße 29 Standort KG: Stötten  | | BDA-Hist.: Q37754308 Status: Bescheid Stand der BDA-Liste: 2025-06-30 Name: Gasthaus, ehem. Arbeiterheim GstNr.: 1011/24 Arbeiterheim Steyrermühl                                                              |
| ja   | Datei hochladen | Kath. Expositurkirche hl. Josef und Seelsorgezentrum HERIS-ID: 91306 Objekt-ID: 106059                     | Brunntalstraße 12 Standort KG: Stötten      | Die Expositurkirche Steyrermühl wurde in den Jahren 1988 bis 1990 erbaut; sie ist dem heiligen Josef dem Arbeiter geweiht. Am 28. April 1991 wurde das Gotteshaus von Bischof Maximilian Aichern eingeweiht. | BDA-Hist.: Q23541716 Status: § 2a Stand der BDA-Liste: 2025-06-30 Name: Kath. Expositurkirche hl. Josef und Seelsorgezentrum GstNr.: 1011/57 Expositurkirche hl. Josef, Steyrermühl                            |